# Arsène Houssaye
Pour les articles homonymes, voir Houssaye.
Arsène Houssaye, né François Arsène Housset le 28 mars 1814 à Bruyères-et-Montbérault (Aisne) et mort le 26 février 1896 à Paris (8e arrondissement),, est un homme de lettres français. Il est également connu sous le pseudonyme d’Alfred Mousse.

## Biographie
Issu d'une famille bourgeoise apparentée à Condorcet, Arsène Houssaye s'enfuit de chez lui en 1832 pour mener une vie de bohème à Paris. Il s'engage dans une troupe de baladins pour qui il compose des chansons. Il se lie avec Théophile Gautier, Gérard de Nerval – qui logent comme lui, impasse du Doyenné, à l'emplacement actuel de la place du Carrousel – Jules Janin ou Alphonse Esquiros : tous collaboreront à la revue L'Artiste, dont Houssaye devient le directeur en 1843 et où il accueille de jeunes écrivains comme Théodore de Banville, Henri Murger, Charles Monselet, Champfleury et Charles Baudelaire. Il collabore avec son ami Jules Sandeau et contribue également à La Revue des Deux Mondes et à La Revue de Paris.
En 1848, il participe au mouvement réformateur qui précède la révolution et harangue Picards et Champenois au fameux banquet des étudiants. Aux élections législatives dans le département de l'Aisne, il est battu par Odilon Barrot.

### Administrateur et homme de presse
De 1849 à 1856, grâce à l'influence de Rachel, il est nommé administrateur général de la Comédie-Française, où il fait entrer les pièces de Victor Hugo, d'Alexandre Dumas père, d'Alfred de Musset de François Ponsard ou de Léon Gozlan. Malgré l'augmentation de la dette, son administration correspond à une période de remarquable succès pour le Théâtre-français. En 1857, il est nommé inspecteur des musées de province.

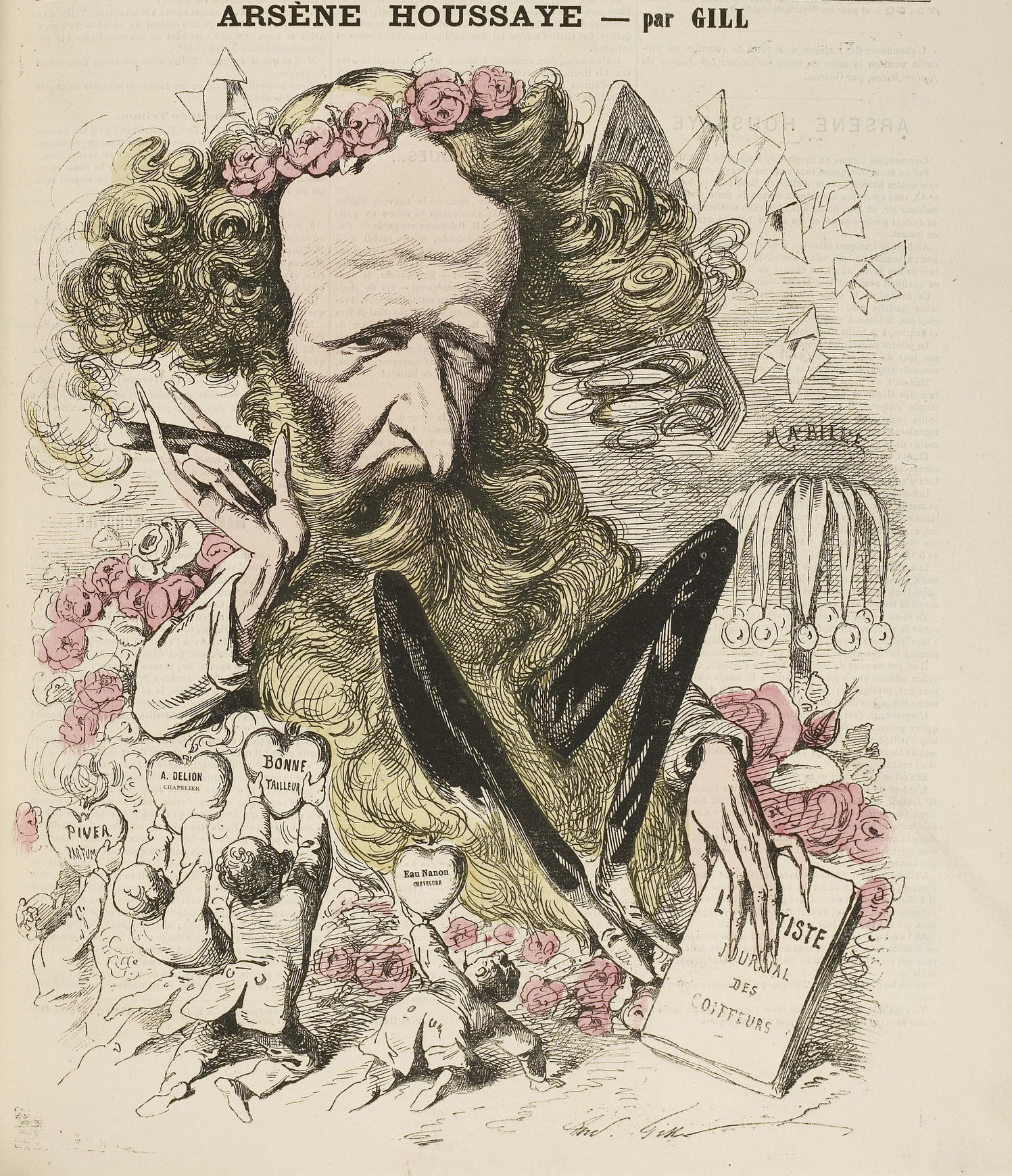
Arsène Houssaye, par Gill.

Il dirige le quotidien populaire La Presse. Baudelaire lui dédie les poèmes en prose du Spleen de Paris mais leur publication dans La Presse en 1862 est néanmoins à l'origine d'une brouille entre les deux hommes. Houssaye, cherchant à obtenir la suppression de certains poèmes qui pouvaient choquer ses lecteurs, en retarde la publication au prétexte que Baudelaire lui envoie des textes dont certains ont déjà été publiés dans des revues. Il en résulta une rupture de contrat qui affecta durement Baudelaire, qui avait alors un besoin impérieux d'argent.
Houssaye devient directeur, en 1866, de la Revue du XIXe siècle. Après 1870, il fonde La Gazette de Paris puis, en 1887, La Revue de Paris et de Saint-Pétersbourg, devenue La Grande Revue, Paris et Saint-Pétersbourg, qu'il anime avec Armand Silvestre jusqu'en 1893.
En 1884, il est élu président de la Société des gens de lettres.

### Le tombeau de Léonard de Vinci
En 1863, c'est comme inspecteur général des beaux-arts qu'Arsène Houssaye entreprend de diriger des fouilles à Amboise pour retrouver le tombeau de Léonard de Vinci dont on avait oublié l'emplacement dès le XVIIIe siècle. Ainsi, lorsque la Collégiale Saint-Florentin est détruite sous le 1er Empire, les neufs pierres tombales encore visibles  sont retirées de l'église et réemployées pour réaliser des réparations ailleurs dans le château. Après avoir fouillé en vain dans la nef, la presse ayant médiatisé ses recherches, Arsène Houssaye reçoit une lettre lui indiquant que Léonard de Vinci a été enterré dans le cœur, les pieds tournés vers l'Est car Léonard était un laïc. Le 20 août 1863, Arsène Houssaye découvre un tombeau très ancien recouvert lors de la démolition, de pierres inégales. Selon les médecins, il s'agit d'un homme barbu de 70 ans environ. Toutefois, à ce stade des recherches, rien ne permet de certifier qu'il s'agit bien de Léonard de Vinci. Ce n'est qu'au cours des mois suivants que les fouilleurs mettent à jour des éléments qui permettent de connaître l'identité du défunt (des fragments de pierre avec quelques inscriptions partiellement effacées, des pièces de monnaies dont une à l'effigie de François 1er, les fragments du vase à charbon, utilisé pour masquer l'odeur de décomposition et une sébile, ce dernier récipient contenant de l'eau bénite pour chasser les démons. Arsène Houssaye a publié le résultat de ses recherches dans la revue l'Artiste en mars 1864, puis dans Histoire de Léonard de Vinci (1869).

### Publications
Houssaye a publié de nombreux ouvrages, s'essayant à tous les genres : roman (La Couronne de bluets, Une Pécheresse, La Vertu de Rosine, Les Trois Sœurs, Mademoiselle Mariani, Mademoiselle Rosa) ; théâtre (Les Caprices de la Marquise, La Comédie à la fenêtre, Le Duel à la tour) ; poésie (Les Sentiers perdus, La Poésie dans les bois, La Symphonie de vingt ans, Cent et un sonnets), essais d'histoire de l'art et de critique, souvenirs (Les Confessions)… Il rend avec élégance l'atmosphère de la Régence ou du règne de Louis XV, introduisant un soupçon de sentiment romantique dans l'élégance spirituelle du XVIIIe siècle, qu'il contribua, avec Edmond et Jules de Goncourt, à remettre au goût du jour.
Son livre le plus connu est sans doute son Histoire du quarante-et-unième fauteuil de l'Académie française (1845), qui passe en revue tous les grands écrivains qui n'ont jamais appartenu à l'illustre Compagnie et imagine leurs discours de réception.
Arsène Houssaye ne se porta jamais candidat à l'Académie française, mais son fils, l'historien Henry Houssaye (1848-1911) en fut membre en 1894.

### Train de vie
S'étant enrichi grâce à de fructueuses spéculations immobilières, Houssaye habite une propriété située à l'emplacement actuel du 39 avenue de Friedland (8e arrondissement), issue du lotissement du parc Beaujon (1824). Il y loge d'abord dans « un château à trois tours avec un parc orné de fontaines et de grottes, un jardin où couraient les treilles […] un pavillon gothique et un autre chinois ». Dans les vignes du jardin, on célèbre des bacchanales restées célèbres.
Il fait ensuite construire, à la place de ce château, un hôtel de style Renaissance, orné de médaillons d'Auguste Clésinger.

« C'est là, écrit encore André de Fouquières, que se donnèrent tant de redoutes célèbres dont l'une fut, dit-on, l'occasion d'une première rencontre entre Mme de Loynes et l'austère Jules Lemaître. […] Sur le palier de l'étage, […] [se trouvait] la chaise à porteurs où, au cours des folles redoutes de jadis, venaient se cacher pour intriguer leurs cavaliers, les invitées d'Arsène Houssaye, Ferdinand Bac m'a beaucoup parlé des fastes de cette demeure, du faux Raphaël dont l'excellent Arsène était si fier et pour l'achat duquel, lui toujours à court d'argent du fait de ses constantes générosités, avait consenti de gros sacrifices. C'est encore Bac qui me conta que le vieil Arsène Houssaye, qui devait pour bonne part sa charge d'administrateur du Français à Rachel, invita certain soir la jeune Sarah Bernhardt à dîner au restaurant Cubat, dans l'ancien hôtel de la Païva. De Rachel à Sarah…. »

À proximité, la rue Arsène-Houssaye est aujourd'hui seule à rappeler le souvenir de cette demeure.

### Vie privée

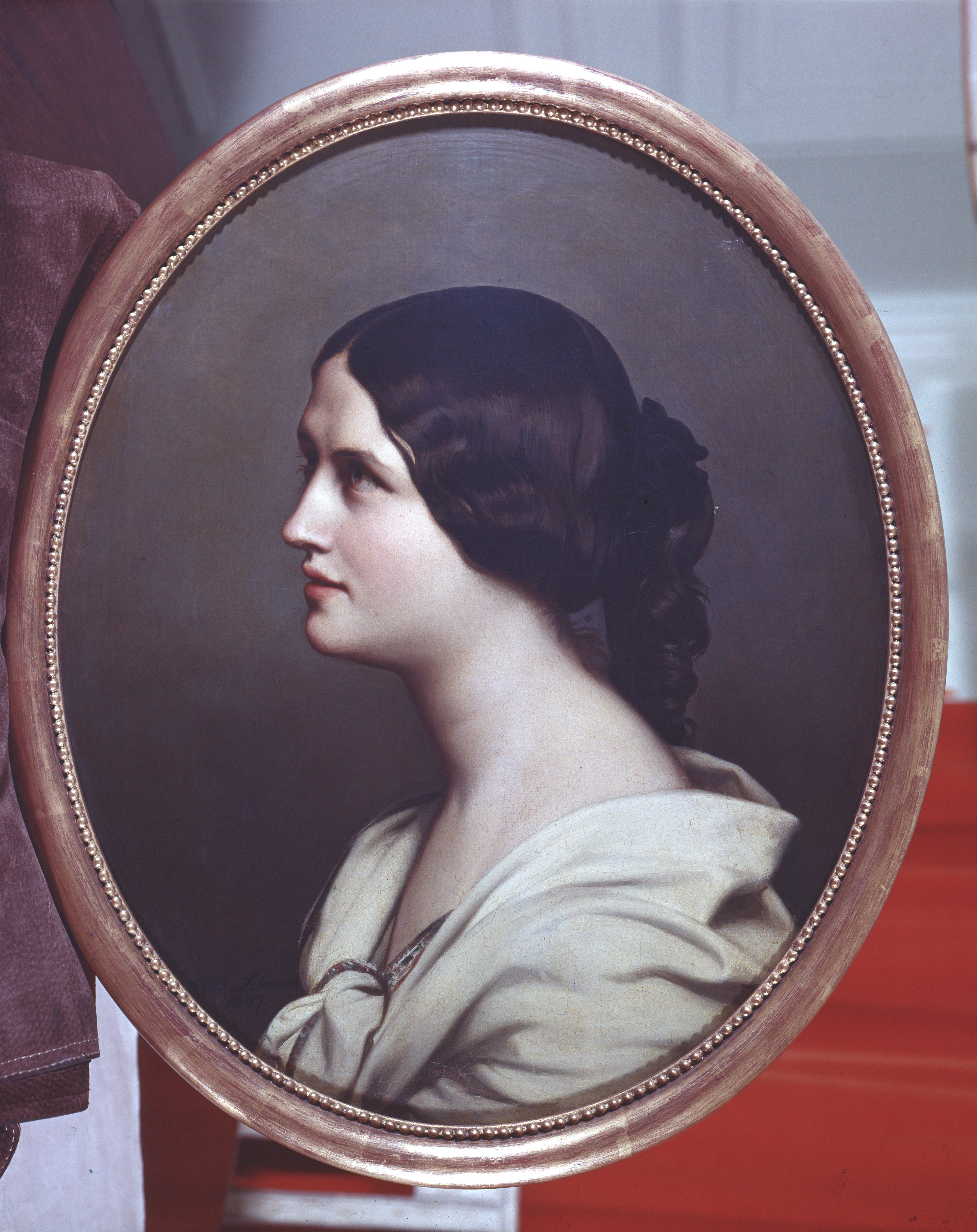
Portrait d'Anne-Stéphanie Bourgeois, première épouse d'Arsène Houssaye, 1848, par Henri Lehmann.

Arsène Houssaye avait épousé en premières noces, le 5 avril 1842 à Paris, Anne Stéphanie Bourgeois, dite Fannie (née le 26 novembre 1821 à Paris, où elle est morte le 12 décembre 1854), fille de Jean-Baptiste Bourgeois et de l'artiste-peintre Edmée Brucy. Le couple a eu une fille, Edmée (1843-1846), et un fils, Georges Henry (1848-1911).
Veuf, il épouse en secondes noces, le 19 juin 1862 à Paris, Marie Jeanne Nathalie Belloc (née en 1838 à Lima, au Pérou, et morte le 13 septembre 1864 à Paris). Le peintre Eugène Delacroix et l'écrivain Théophile Gautier furent témoins à ce second mariage dont est né un fils, Albert (1864-1888).
Sa première épouse est décédée à 33 ans, la seconde vers l'âge de 28 ans.

### Citation
Émile Zola, qui fréquenta les « mardis » de Houssaye, avenue de Friedland, l'appela, dans l'éloge funèbre qu'il prononça lors de ses obsèques le 29 février 1896, « un des derniers grands chênes de la forêt romantique. »

## Œuvres
- De profundis, sous le pseudonyme d'Alfred Mousse (1834)
- La Couronne de bluets, roman (1836)
- Une pécheresse (1837)
- Le Serpent sous l'herbe (1838)
- La Belle au bois dormant (1839)
- Fanny (1840)
- Les Onze Maîtresses délaissées (1841)
- Les Sentiers perdus, poésies (1841)
- Le XVIIIe siècle : poètes, peintres, musiciens (1843)
- L'Arbre de science : roman posthume de Voltaire, imprimé sur un manuscrit de Madame Duchâtelet, pastiche attribué à Arsène Houssaye (1843)
- Le Café de la Régence (1843)
- Elisabeth, paru dans la Bibliothèque des feuilletons (1843-1845)
- La fontaine aux loups, paru dans la Bibliothèque des feuilletons (1843-1845)
- Mlle de Marivaux, paru dans la Bibliothèque des feuilletons (1843-1845)
- Un roman sur les bords du Lignon (1843)
- Madame de Favières (1844)
- Mlle de Camargo (1844)
- Revue du salon de 1844 (1844)
- L'Abbé Prévost et Manon Lescaut (1844)
- La Poésie dans les bois (1845)
- Histoire de la peinture flamande et hollandaise (1846)
- Romans, contes et voyages (1846)
- Les Trois Sœurs (1846, 1858)
- Un martyr littéraire : touchantes révélations (1847)
- Manon Lescaut a-t-elle existé ? (1847)
- Les Aventures galantes de Margot (1850)
- Voyage à Venise (1850)
- Voyage à Paris, dans Revue pittoresque, page 60, 1850
- Un drame en 1792, dans Revue pittoresque, page 89, 1850
- La Pantoufle de Cendrillon (1851)
- Philosophes et comédiennes (1851)
- Voyage à ma fenêtre (1851)
- Les Peintres vivants (1852)
- La Vertu de Rosine, roman philosophique (1852)
- Sous la Régence et sous la Terreur : talons rouges et bonnets rouges (1853)
- Le Repentir de Marion (1854)
- Histoire du 41e fauteuil de l'Académie française[16] (1855)
- Les Comédiennes d'autrefois (1855)
- Voyages humoristiques : Amsterdam, Paris, Venise (1856)
- Galerie flamande et hollandaise (1857)
- Une chambre à coucher (1857)
- Le Roi Voltaire, sa jeunesse, sa cour, ses ministres, son peuple, ses conquêtes, sa mort, son Dieu, sa dynastie (1858)
- L'Amour comme il est (1858)
- Galerie du XVIIIe siècle, Paris : Hachette, 6e édition, 1858, in-12, 5 vol. :

1. Les Hommes d'esprit
2. Princesses de comédie et Déesses d'opéra
3. Poètes et Philosophes
4. Hommes et Femmes de cour
5. Sculpteurs, peintres, musiciens

- Les Filles d'Ève (1858)
- Mademoiselle Mariani, histoire parisienne (1859)
- Romans parisiens : la Vertu de Rosine ; le Repentir de Marion ; le Valet de cœur et la dame de carreau ; Mademoiselle de Beaupréau ; le Treizième convive (1859)
- Le Royaume des roses (1861)
- Les Parisiennes 2e série des « Grandes dames » (1862)
- Les Charmettes, Jean-Jacques Rousseau et madame de Warens (1863)
- Les Femmes du temps passé (1863)
- Les Hommes divins (1864)
- Blanche et Marguerite (1864)
- Les Dieux et les demi-dieux de la peinture (1864)
- Madame de Montespan, études historiques sur la cour de Louis XIV (1864)
- Mademoiselle Cléopâtre, histoire parisienne (1864)
- Le Repentir de Marion et les Peines de cœur de Madame de La Popelinière (1865)
- Le Roman de la duchesse, histoire parisienne (1865)
- Les Pigeons de Venise (1865)
- Les Légendes de la jeunesse (1866)
- Notre-Dame de Thermidor : histoire de Madame Tallien (1866)
- Le Palais pompéien de l'avenue Montaigne : études sur la maison gréco-romaine, ancienne résidence du prince Napoléon (1866)
- Les Femmes du diable (1867)
- Merveilles de l'art flamand (1867)
- La Pantoufle de Cendrillon, ou Suzanne aux coquelicots, conte (1867)
- Histoire de Léonard de Vinci (1869)
- Les Courtisanes du grand monde, 3e et dernière série des « Grandes Dames » (1870)
- Le Chien perdu et la femme fusillée (1872)
- La Question des jeux : opinions des moralistes, des journaux et des hommes politiques (1872)
- Lucie, histoire d'une fille perdue (1873)
- Tragique aventure de bal masqué (1873)
- Les Cent et un sonnets (1874)
- Louis XV (1874)
- Les Mains pleines de roses, pleines d'or et pleines de sang (1874)
- Le Roman des femmes qui ont aimé (1874)
- Van Ostade, sa vie et son œuvre (1874)
- Louis XVI chez E. Dentu, Libraire-Éditeur, Paris, 10e édition, 1875
- Les Dianes et les Vénus (1875)
- Jacques Callot : sa vie et son œuvre (1875)
- Les Mille et une nuits parisiennes, 4 vol. (1875)
- Histoire étrange d'une fille du monde (1876)
- Tableaux rustiques. Le Cochon (1876)
- La Révolution (1876)
- Alice : roman d'hier (1877)
- Les Amours de ce temps-là (1877)
- Les Charmeresses (1878)
- La Comtesse Du Barry (1878)
- Les Larmes de Jeanne, histoire parisienne (1878)
- Les Trois Duchesses (1878)
- Les Comédiennes de Molière (1879)
- Des Destinées de l'âme (1879)
- L'Éventail brisé (1879)
- Histoires romanesques (1879)
- La Robe de la mariée (1879)
- Molière, sa femme et sa fille (1880)
- La Comédie-française : 1680-1880 (1880)
- Mlle Rosa (1882)
- Les Princesses de la ruine (1882)
- La Belle Rafaella (1883)
- Les Douze Nouvelles nouvelles (1883)
- La Comédienne (1884)
- La Couronne d'épines (1884)
- Les Confessions, souvenirs d'un demi-siècle, 6 vol. (1885-1891)
- Contes pour les femmes (1885-1886)
- Les Onze Mille Vierges (1885)
- Les Comédiens sans le savoir (1886)
- Le Livre de minuit (1887)
- Madame Lucrèce (1887)
- Madame Trois-Étoiles (1888)
- Rodolphe et Cynthia, roman parisien (1888)
- La Confession de Caroline (1890)
- Les Femmes démasquées (1890-1895)
- Julia (1891)
- Blanche et Marguerite (1892)
- Les Femmes comme elles sont (1892)
- Les Larmes de Mathilde (1894)
- Un hôtel célèbre sous le second empire. L'hôtel Païva, ses merveilles, précédé de l'ancien hôtel de la marquise de Païva (1896)
- Souvenirs de jeunesse : 1830-1850, Paris, Éditions Ernest Flammarion, 1896, VII-322 p. (Wikisource)

### En collaboration
Avec Jules Sandeau
- Les Revenants (1840)
- Mademoiselle de Kérouare (1843)
- Madame de Vandeuil (1843)
- Marie (1843)
- Milla (1843)

### Théâtre
- Les Caprices de la marquise, comédie en 1 acte, Paris, Odéon, 12 mai 1844
- La Comédie à la fenêtre, écrite le matin pour être jouée le soir, Paris, Hôtel Castellane, 22 mars 1852
- Juliette et Roméo, comédie en 1 acte en prose, Paris, Ambigu-comique, 1873
- Mademoiselle Trente-Six Vertus, drame en 5 actes et 7 tableaux, Paris, Ambigu-comique, 2 mai 1873